# G40-es gyorsított személyvonat
A G40-es gyorsított személyvonat egy elővárosi vonat Dombóvár és Budapest között közlekedik 2021. december 13-ától. Munkanapokon csúcsidőben reggel közlekedik három alkalommal: 1 Dombóvárról, 1 Sárbogárdról, 1 pedig Pusztaszabolcsról Budapestre. A sárbogárdi járat vonatszáma 40-nel, a pusztaszabolcsié 41-gyel, a dombóvárié 80-nal kezdődik. A dombóvári és a pusztaszabolcsi vonat Stadler FLIRT motorvonatból, a sárbogárdi pedig 431-es mozdonyhoz kapcsolt 5 db másodosztályú Halberstadti kocsiból áll.

## Története
A vonat jellemzően csak munkanapokon közlekedik. Budapest és Dombóvár között 1 pár (vasárnap 1 Dombóvárra), és munkanapokon 1 Sárbogárdról is indul. Érdekesség hogy Dombóvár felé közlekedő járat Érd felsőn áll meg, míg a Budapest felé közlekedő járatok az érdi állomáson. Dombóvárról korábban már közlekedett S40-es jelzéssel és személyvonatként is.
2022. június 18-ától a hétköznap és vasárnap este Dombóvárig közlekedő korábbi G40-es személyvonat Z40-es viszonylatjelzéssel közlekedik, valamint megáll Iváncsa megállóhelyen is.
2022–2023. évi menetrendváltástól a Dombóvárról induló járat Sáregres, Belecska, Szárazd, Regöly, Dúzs és Csibrák megállóhelyeken csak feltételesen állnak meg.
2023. augusztus 28-ától a vonatok Érd felső helyett az új Érd–Érd alsó összekötő vonalon közlekednek. Érd és Kelenföld között csak Érd alsó és Tétényliget megállóhelyeken állnak meg, illetve Ercsin nem állnak meg, helyette az új építésű 40b vonalon közlekednek. Továbbá Pusztaszabolcsról új G40-es közlekedik. 

## Útvonala
| Az átszállási kapcsolatok között az azonos útvonalon, de sűrűbb megállási renddel közlekedő S40 -es személyvonat nincs feltüntetve. |                          |          | |
| Perc (↓) | Állomás                  | Perc (↑) | Átszállási kapcsolatok |
| 0 | Budapest-Déli végállomás | 145      | 17, 56, 56A, 59, 59A, 59B, 61 21, 21A, 39, 102, 139, 140, 140A, 221 770 S10 , S12 , S30 , G30 , Z30 , S34 , S35 , S42 , G42 , IC, személyvonat, sebesvonat, gyorsvonat, expresszvonat, |
| A vonatok Budapest-Kelenföld és Pusztaszabolcs állomások között irányonként eltérő állomáskiosztással közlekednek.                  |                          |          | |
| 7 | Budapest-Kelenföld       | 138      | 1, 19, 49 8E, 40, 40B, 40E, 53, 58, 87, 87A, 88, 88A, 101B, 101E, 108E, 141, 150, 150B, 153, 154, 172, 173, 187, 188, 188E, 250, 250B, 251, 251A, 251E, 272 689, 691, 710, 712, 715, 720, 722, 724, 725, 727, 731, 732, 734, 735, 736, 760, 762, 763, 764, 767, 770, 774, 775, 778, 779, 798, 799 S10 , G10 , S12 , S30 , G30 , Z30 , S34 , S35 , S36 , S42 , G42 , G43 , G44 , IC, EC, EN, személyvonat, sebesvonat, gyorsvonat, expresszvonat, |
| 19 | Érd felső                | ∫        | 700, 705, 710, 712, 715, 720, 722, 731, 733, 734, 735, 736, 738, 741, 742, 744, 745, 746, 755 1120, 1134 S42 , G42 , G43 , G44 |
| ∫ | Érd                      | 120      | S42 |
| 25 | Százhalombatta           | 115      | 705, 708, 709, 710, 712, 715, 756 1120, 1134 S42 , G42 |
| ∫ | Ercsi                    | 106      | 704 S42 |
| ∫ | Iváncsa                  | 98       | 8236 S42 |
| 49 | Pusztaszabolcs           | 94       | 718, 750, 8234 S42 , G42 , S440 |
| 55 | Szabadegyháza            | 87       | 8032 |
| 60 | Sárosd                   | 82       | 8035, 8037, 8039 |
| 66 | Nagylók                  | 76       | 8039 |
| 74 | Sárbogárd                | 69       | Helyközi buszok IC, InterRégió, személyvonat |
| 81 | Rétszilas                | 61       | S432 |
| 84 | Sáregres                 | 57       | S431 |
| 92 | Simontornya              | 53       | 8066, 8271, 8310, 8333 S431 , IC |
| 98 | Tolnanémedi              | 48       | |
| 103 | Pincehely                | 41       | Helyközi buszok IC |
| 107 | Belecska                 | 36       | |
| 112 | Keszőhidegkút-Gyönk      | 33       | Helyközi buszok |
| 115 | Szárazd                  | 29       | |
| 117 | Regöly                   | 27       | |
| 122 | Szakály-Hőgyész          | 24       | Helyközi buszok |
| 126 | Dúzs                     | 19       | |
| 130 | Csibrák                  | 15       | |
| 133 | Kurd                     | 13       | Helyközi buszok |
| 140 | Döbrököz                 | 7        | Helyközi buszok |
| 147 | Dombóvár végállomás      | 0        | 1, 1A, 2, 2A, 10, 11, 21 Helyközi buszok IC |